# Pleinkerk
De Pleinkerk is een kerkgebouw van de Protestantse Kerk in Nederland dat in 2009 voor 50 jaren in erfpacht gegeven is aan de Hersteld Hervormde Gemeente van Houten. 
De kerk is gevestigd aan het Plein 27 in de Nederlandse plaats Houten. De kerk bestaat uit een eenbeukig schip en een wat smaller rechtgesloten priesterkoor uit de 13e eeuw. 
Het kerkorgel is circa 1878 gemaakt door de orgelbouwer Petrus van Oeckelen uit Harendermolen. Het was zijn laatste, want hij stierf in datzelfde jaar. Om het orgel te kunnen bereiken werd het gemeentebestuur van Houten toestemming gevraagd om in de kerktoren een trap te plaatsen. De gemeente verleende toestemming, maar legde wel vast dat eventuele schade voor rekening zou komen van de kerkvoogdij.
In de kerk bevinden zich diverse grafmonumenten, waaronder een marmeren gedenkteken voor Diederik van Veldhuyzen, eigenaar van de buitenplaats Heemstede. Het werd door beeldhouwer Jan Mast in 1716 gemaakt. In de kerk zijn langs de zijkant speciale banken aangebracht voor de adel uit de 17e en 18e eeuw. De banken van Schonauwen, Wulven en Oud-Wulven zijn nog aanwezig.
Naast de kerk zijn in 1957 de resten opgegraven van een Romeinse villa. In het begin van de jaren 90 is de kerk gerenoveerd. Daarbij is Romeins dakpanmateriaal in het fundament van de noordmuur van de kerk en in de kerkhofmuur gevonden. De zuidmuur van de kerk bleek een romaans tufstenen raam en twee romaanse bogen te bevatten. Deze worden gedateerd in de 10e of 11e eeuw.

## Kerktoren
De laatgotische toren, die eigendom is van de burgerlijke gemeente, werd opgetrokken ter vervanging van een voorganger die waarschijnlijk ook uit de 13e eeuw dateerde. De bouw begon in 1535 en duurde bijna dertig jaar. De toren werd voorzien van overhoekse steunberen. De toren is zoals meerdere torens in de provincie Utrecht geïnspireerd op de Domtoren.
In 1674 werd Houten getroffen door hetzelfde  noodweer dat de Domkerk vernielde. De spits van de kerktoren viel op het kerkgebouw. De schade was groot en de kerk werd hersteld. De noordbeuk van het kerkgebouw kwam te vervallen. De toren kreeg een nieuwe lantaarnspits. In het jaar 1750 werd de lantaarnspits opnieuw vervangen. 
In het jaar 1810 verscheen op de toren een Chappe-telegraaf. Deze maakte onderdeel uit van de lijn Antwerpen-Amsterdam en was post 15. De kerktoren verbond de post in Hagestein met die in Utrecht. Op 20 maart 1811 passeerde het eerste bericht. In de herfst van 1813 werd de telegraaf verwijderd.  Het duurde tot 1865 toen met sloophout een nieuwe stompspits werd geplaatst. In 1893 werd de spits vervangen door de huidige gotische spits.
In 1943 zijn de bronzen kerkklokken uit 1697 gevorderd door de Duitsers. Door NS-personeel is het transport van de klokken naar Duitsland ontregeld en werden de klokken gered. Deze zijn weer teruggehangen in de toren. 
De kerktoren is in gebruik geweest bij de Houtense brandweer als opslag en om de brandweerslangen te drogen.

## Fotogalerij

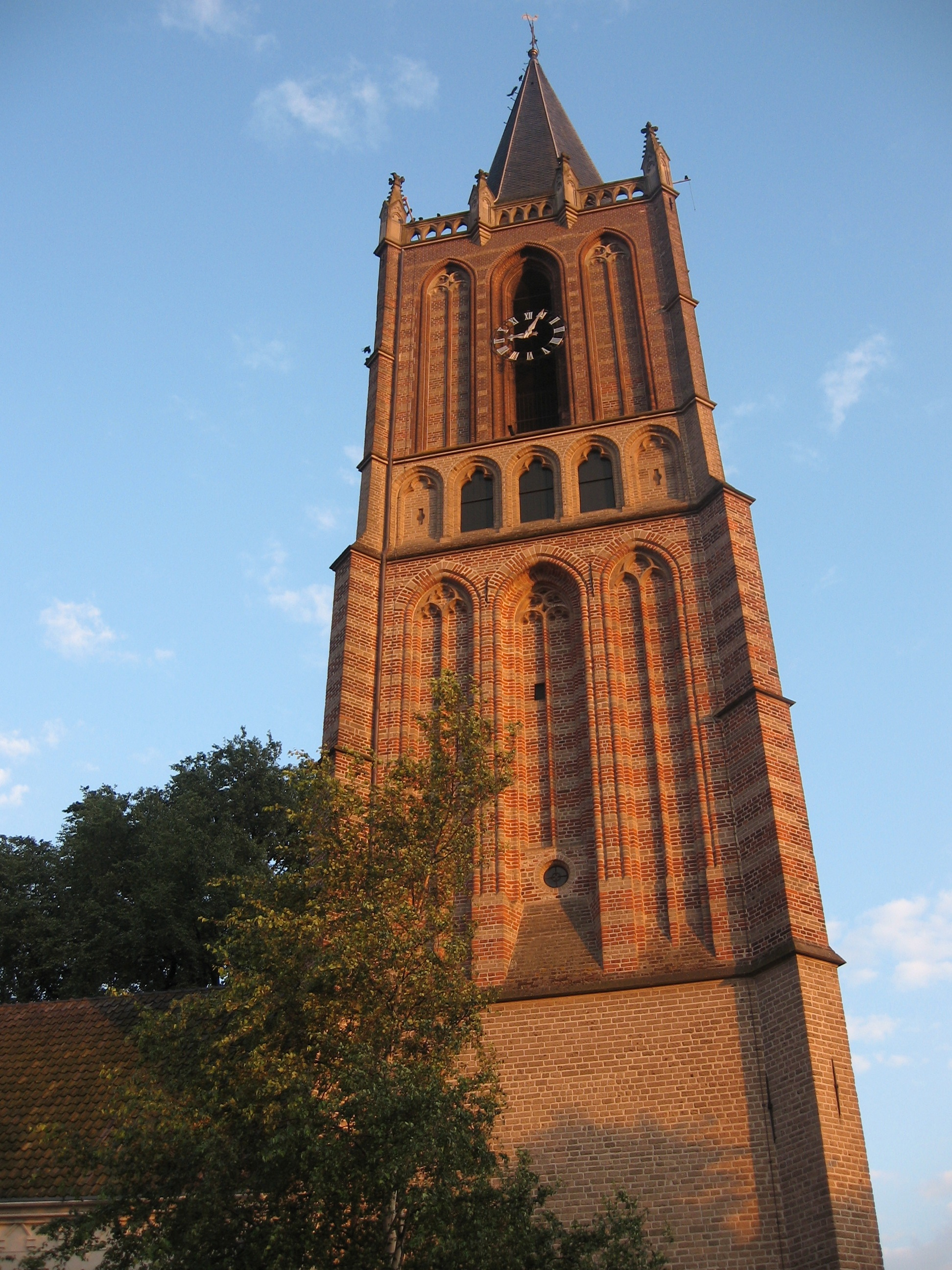
Toren van de Pleinkerk die eigendom is van de gemeente Houten
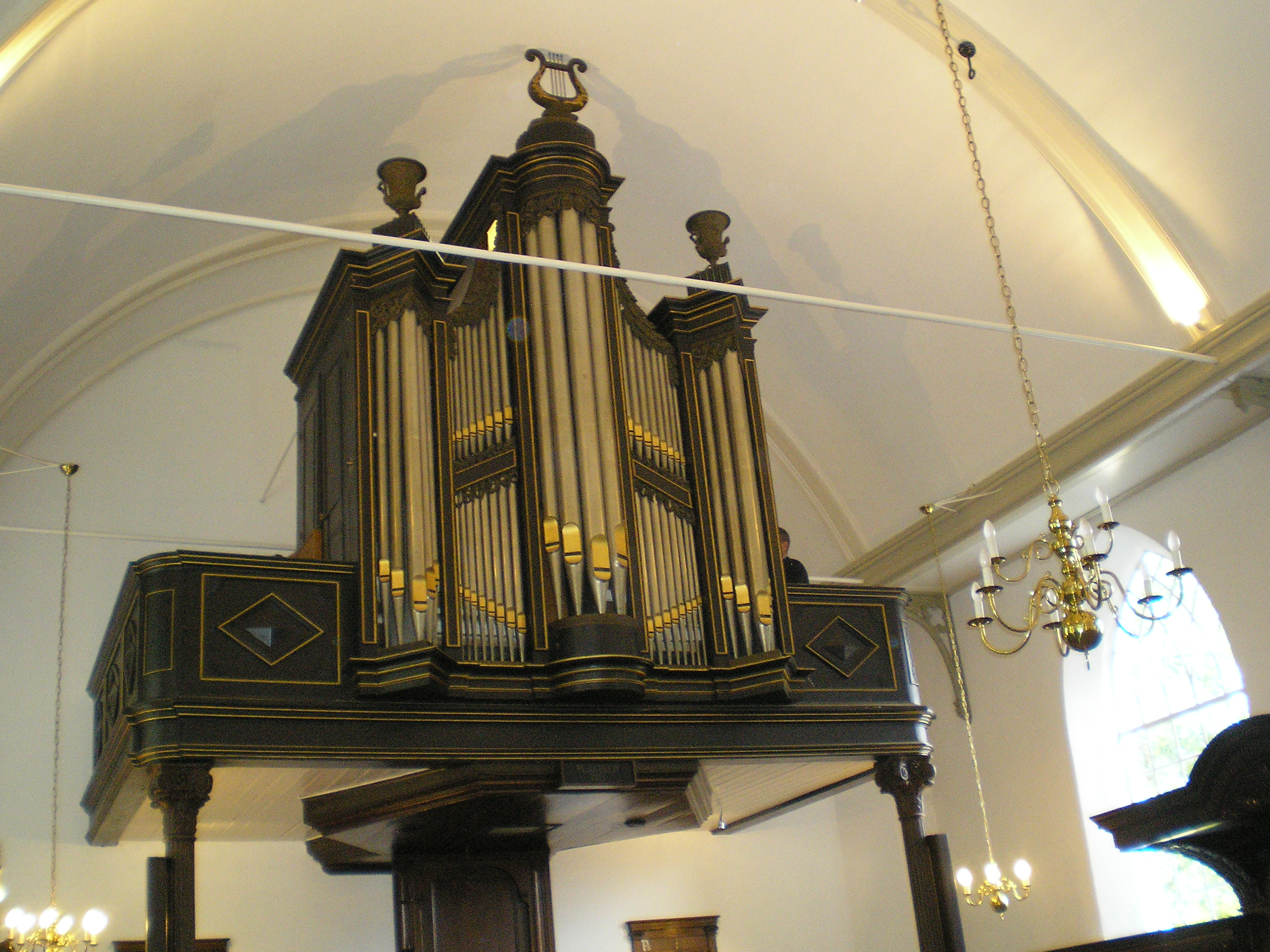
Het Petrus van Oeckelenorgel (1878)
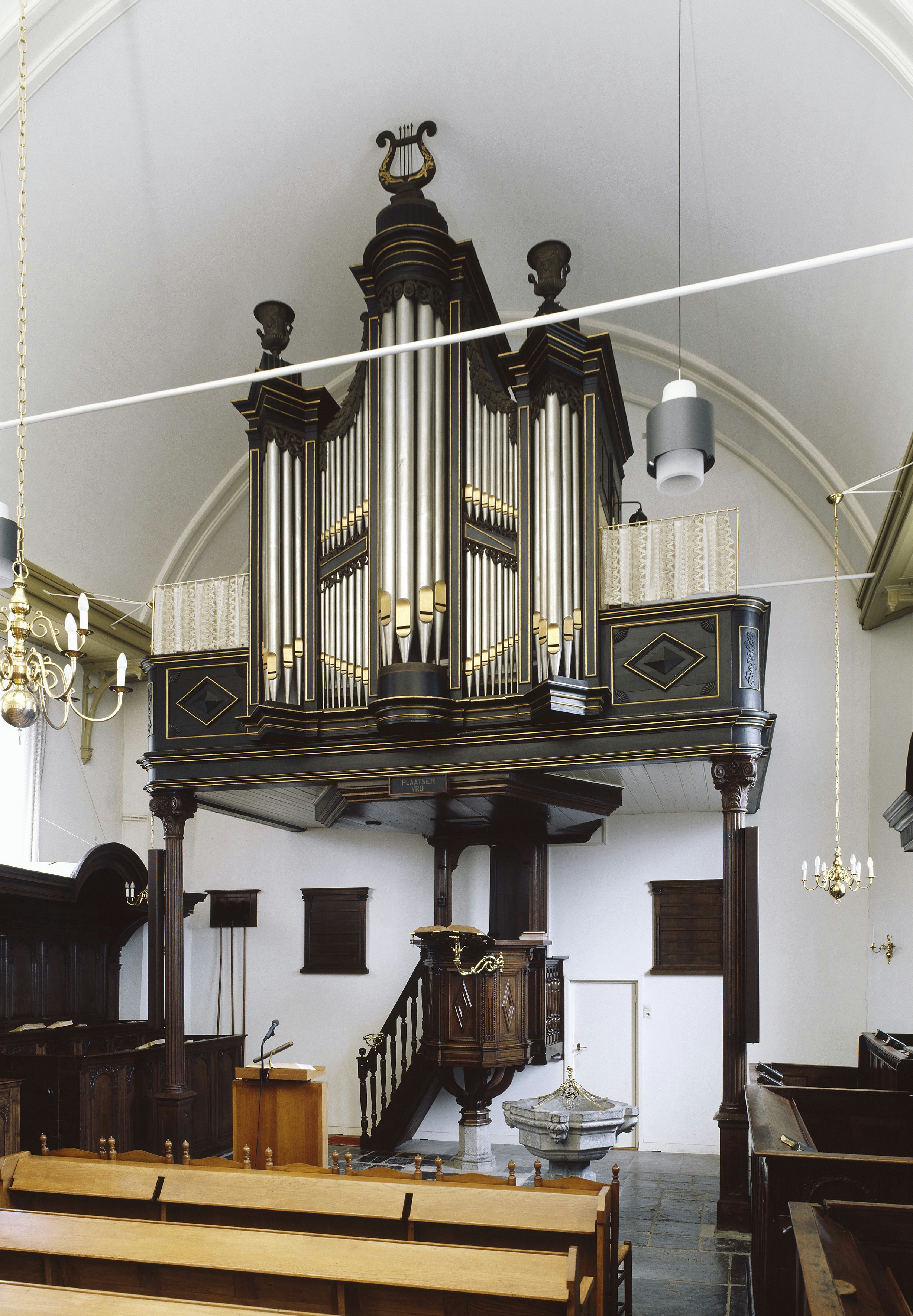
Interieur met kansel, doopvont, herenbanken en Van Oeckelenorgel
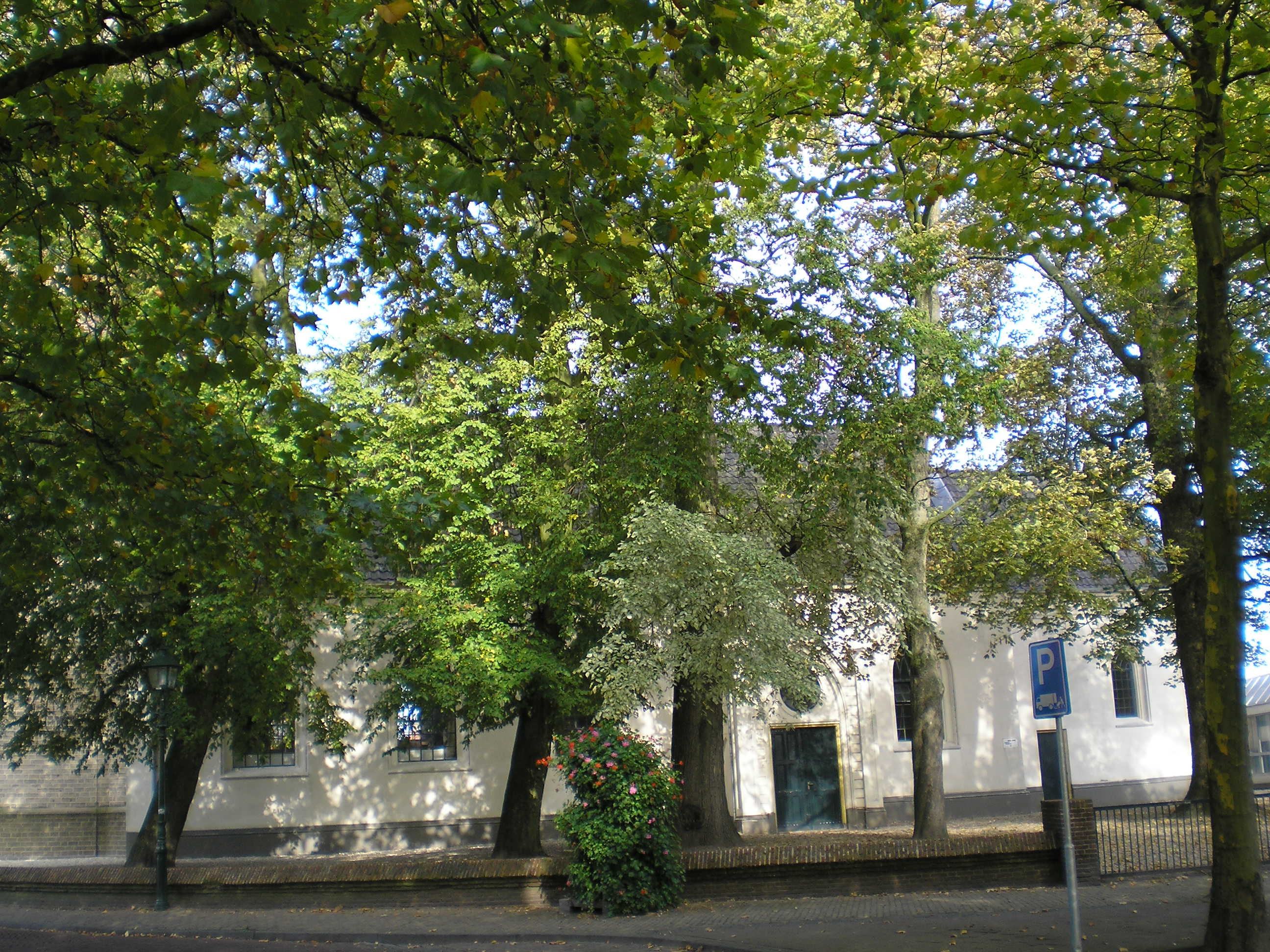
Pleinkerk te Houten
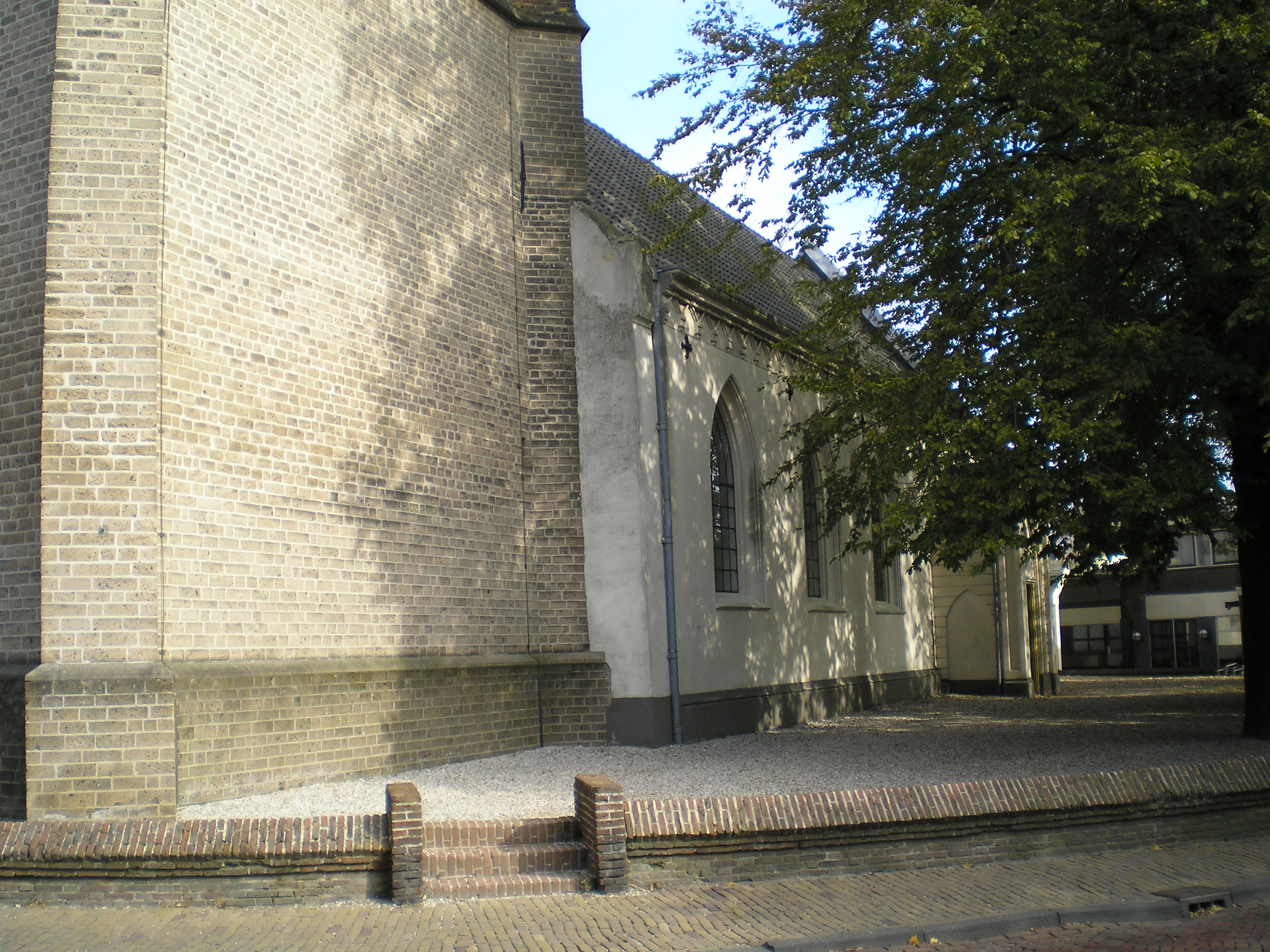
De Hersteld Hervormde Kerk te Houten